# Кадуй (деревня, Нижнеудинский район)
Кадуй — деревня в Нижнеудинском районе Иркутской области

## География
Деревня находится в 36 км от Атагая.

## Население
По данным Всероссийской переписи населения 2010 года население НП составило 100 человек

## Власть
Деревня в административном плане относится к Худоеланскому муниципальному образованию Нижнеудинского района
Иркутской области